# Rainer Strohbach
Rainer Strohbach (Dresda, 17 aprile 1958) è un ex nuotatore tedesco orientale.

## Carriera
Forte nelle staffette, all'apice della carriera ha vinto la medaglia d'argento nella 4x200m stile libero alle Olimpiadi di Mosca 1980.

## Palmarès
- Giochi olimpici estivi

Mosca 1980: argento nella 4x200m stile libero.
- Europei

Jönköping 1977: bronzo nella 4x200m stile libero.